# CoRoT-3 b
Corot-3b è una nana bruna con una massa di 21,66 volte superiore a quella di Giove, che orbita a 0.057 UA attorno alla stella nana bianco-gialla CoRoT-3, posta nella costellazione dell'Aquila.

## Proprietà fisiche
La massa di Corot-3b è stata determinata utilizzando la spettroscopia Doppler, che ha permesso di ottenere un possibile scarto massimo di 1,0 MJ. Invece l'inclinazione assiale è pari a 85,9°, a differenza dei 3,131° di Giove.
Sebbene le dimensioni di CoRoT-3 b e Giove siano simili, il pianeta extrasolare è molto più denso, tanto da sembrare la nana bruna più densa conosciuta. La densità media di COROT-3b era stata inizialmente calcolata in 26,4 g/cm³, maggiore di quella dell'osmio in condizioni standard. Questo enorme valore viene raggiunto a causa della compressione estrema della materia all'interno dell'oggetto: infatti, il suo raggio è in accordo con le previsioni per un oggetto composto principalmente da idrogeno. La gravità superficiale è molto elevata, oltre 50 volte di quella sofferta sulla superficie terrestre.
Successivamente, uno studio tramite il satellite Gaia del 2018 ha ridotto la densità dell'oggetto a 17,3±2,9 g/cm³, lasciando il primato di nana bruna più densa a KELT-1 b, la cui densità è stata calcolata in 23,7±4 g/cm³.

## Classificazione
Nane brune situate vicino alle loro stelle sono rare (un fenomeno noto come il deserto di nane brune ), mentre la maggior parte di quelle note (ad esempio XO-3 b, HAT-P-2 b e WASP-14 b) sono in orbite molto eccentriche, in contrasto con l'orbita circolare di COROT-3b, stimata attorno ai 4 giorni.
Altri oggetti simili a CoRoT-3b sono stati precedentemente rilevati con il metodo della velocità radiale (ad esempio HD 41004 e HD 162020), tuttavia, nessuno di loro è stato osservato in transito, il che significa, che i loro raggi non sono noti ed i valori di massa sono misurati come minimi piuttosto che reali.